# Ismail el Faruki
Ismail Radži el Faruki (транслит. , 1. januar 1921. – 27. maj 1986.) bio je palestinsko-američki filozof poznat po svojim doprinosima islamskim studijama i međuverskom dijalogu. Proveo je nekoliko godina na Univerzitetu Al-Azhar u Kairu i predavao na univerzitetima u Severnoj Americi, uključujući Univerzitet McGill u Montrealu, Kanadi. Al-Faruqi je bio profesor religije na Univerzitetu Templ, gde je osnovao i vodio program Islamskih studija. Takođe je osnovao Međunarodni institut za islamsku misao (IIIT). El Faruki je autor više od 100 članaka i 25 knjiga, uključujući Christian Ethics: A Historical and Systematic Analysis of Its Dominant Ideas i Al-Tawhid: Its Implications For Thought And Life.

## Biografija
El Faruki je rođen u Jaffi, tada pod britanskim mandatom Palestine. Njegov otac, 'Abd al-Huda El Faruki, bio je islamski sudija (kadi). El Faruki je svoje rano versko obrazovanje stekao kod kuće i u lokalnoj džamiji. Godine 1936. počeo je pohađati francuski dominikanski Collège des Frères de Jaffa.
Godine 1942. imenovan je za registratora zadruga pod britanskim mandatom u Jerusalimu. Godine 1945. postao je okružni guverner Galileje. Nakon Arapsko-izraelskog rata 1948. godine, El Faruki je emigrirao u Bejrut, Liban, gde je studirao na Američkom univerzitetu u Bejrutu. Kasnije se upisao na Univerzitet Indiana, gde je 1949. magistrirao iz filozofije s tezom pod naslovom The Ethics of Reason and the Ethics of Life (Kantian and Nietzschean Ethics).
U svojoj magistarskoj tezi, El Faruki je proučavao etiku Imanuela Kanta i Fridrih Ničea. Zatim je stekao drugi magistarski stepen iz filozofije na Univerzitetu Harvard 1951. godine i doktorirao disertacijom pod naslovom On Justifying the Good na Univerzitetu Indiana 1952. godine. U svojoj doktorskoj disertaciji, El Faruki je tvrdio da su vrednosti apsolutne, samoegzistentne suštine koje se spoznaju a priori kroz emocionalnu intuiciju. Svoje teorije zasnovao je na Maksu Šeleru i njegovoj upotrebi fenomenologije i studijama Nikolaja Hartmana o etici.
Njegova istraživanja dovela su ga na zaključak da odsustvo transcendentnog temelja vodi moralnom relativizmu, što ga je podstaklo na preispitivanje svog islamskog nasleđa. U roku od šest godina nakon dolaska u Sjedinjene Američke Države, prepoznao je potrebu za dubljim proučavanjem islama, što ga je dovelo do studija na Univerzitetu Al-Azhar u Egiptu. Do trenutka kada je napustio Sjedinjene Američke Države, razvio je nova pitanja o moralnim obavezama i nastojao da integriše svoje intelektualne težnje sa svojim islamskim identitetom.

## Akademska karijera
Godine 1958. El Faruki je dobio pozivnu stipendiju na Teološki fakultet Univerziteta McGill. Živeo je u Vil Sent Loranu i pridružio se Institutu za islamske studije Univerziteta McGill na poziv njegovog osnivača, Vilfreda Kantvela Smita. Od 1958. do 1961. predavao je zajedno sa Smitom i bio poznat po svom dinamičnom i originalnom pristupu islamskoj misli. Tokom svog mandata, studirao je hrišćansku teologiju i judaizam i upoznao se sa pakistanskim filozofom Fazlurom Rahmanom Malikom. Godine 1961. Rahman je dogovorio dvogodišnje imenovanje za El Farukija na Centralnom institutu za islamska istraživanja u Karačiju, Pakistan, kako bi ga izložio različitim muslimanskim kulturama. El Faruki je tamo radio kao gostujući profesor tamo od 1961. do 1963. godine.
Godine 1964. El Faruki se vratio u Sjedinjene Američke Države i služio kao gostujući profesor na Teološkom fakultetu Univerziteta u Čikagu i kao vanredni profesor na Univerzitetu Sirakuza. Godine 1968. pridružio se Univerzitetu Templ kao profesor religije, gde je osnovao Program islamskih studija i zadržao tu poziciju sve do svoje smrti 1986. godine. Tokom svog mandata na Univerzitetu Templ, El Faruki je mentorisao mnoge studente, uključujući svog prvog doktoranda, Johna Esposita.
U martu 1977. El Faruki je odigrao značajnu ulogu na Prvoj svetskoj konferenciji o muslimanskom obrazovanju u Meki. Na ovoj konferenciji učestvovali su Muhammad Kamal Hassan, Syed Muhammad Naquib al-Attas, i Syed Ali Ashraf
, među ostalima. Konferencija je postavila temelje za osnivanje islamskih univerziteta u Daki, Islamabadu, Kuala Lumpuru, Kampali i Nigeru. El Faruki je bio ključan u raspravama i razvoju akcijskih planova konferencije.

## Filozofija i misao

### Rana misao: Arabizam
El Faruki se u početku intelektualno usredotočio na urubah (arabizam). Tvrdio je da je urubah centralni identitet i skup vrednosti koji ujedinjuju sve muslimane u jednu zajednicu vernika (ummah). El Faruki je verovao da je arapski, kao jezik Kur'ana, važan za potpuno razumevanje islamske koncepcije sveta. Tvrdio je da je urubah neodvojiva od muslimanskog identiteta, obuhvatajući i jezičke i verske dimenzije.
El Faruki je takođe naglašavao koncept tehvida kao centralnog elementa arapske religijske svesti, koji je pronašao u judaizmu, hrišćanstvu i islamu. Ova ideja istakla je zajednički tok monoteističkih verovanja među ovim religijama, ukorenjen u arapskoj kulturi i jeziku. Verovao je da su islam i monoteizam darovi arapske svesti čovečanstvu, što je bilo suprotno rasno zasnovanom nacionalizmu modernog doba.
Ovaj stav su neki naučnici kritikovali zbog njegove percepcije esencijalističkog i arapskocentričnog pristupa. Kritičari, uključujući nearapske muslimanske intelektualce, osporavali su njegovu tvrdnju da je arapski jedina jezička struktura pogodna za islamsku misao. Al-Faruqijevo vrijeme u Pakistanu, gde je bio izložen raznolikim muslimanskim kulturama, nije značajno promenilo njegove arapskocentrične poglede u početku.

### Prelazak na islamizam
El Farukijevi pogledi značajno su se razvili nakon preseljenja u Sjedinjene Američke Države. Njegovo učešće u Muslimansku studentsku asocijaciju (MSA) na Univerzitetu Templ izložilo ga je raznovrsnoj grupi muslimanskih studenata iz različitih kulturnih sredina. Ovo izlaganje navelo ga je do preispitivanja njegovog ranijeg fokusa na arabizam. Počeo je da daje prioritet širem islamskom identitetu nad arapskim nacionalizmom, navodeći, "Do pre nekoliko meseci, bio sam Palestinac, Arap i musliman. Sada sam musliman koji je slučajno Arap iz Palestine." Razmišljajući dalje o svom identitetu, El Faruki je primetio, "Pitao sam se: Ko sam ja? Palestinac, filozof, liberalni humanista? Moj odgovor je bio: Ja sam musliman."
Ova promena je takođe bila pod uticajem njegovog angažmana u međuverskom dijalogu, gde je počeo uviđati značaj jedinstvenog islamskog identiteta za promovisanje smislenih razgovora sa nemuslimanima. El Farukijevo učešće u MSA i njegovi susreti sa raznolikim muslimanskim kulturama u Sjedinjenim Američkim Državama dodatno su učvrstili njegov širi islamski identitet nad njegovim ranijim arapskocentričnim pogledima.

### Meta-religija
El Faruki je nastojao da uspostavi meta-religijske principe zasnovane na razumu kako bi religije procenile prema univerzalnim standardima, a ne jedna protiv druge. Ovaj ambiciozni zadatak imao je za cilj pronalazak zajedničkog jezika za razumevanje i saradnju među različitim verama. Predložio je nekoliko glavnih principa za dijalog, uključujući da je sav dijalog podložan kritici, komunikacija mora poštovati zakone unutrašnje i spoljašnje koherentnosti, dijalog treba odgovarati stvarnosti i da bude oslobođen od "kanonskih figuracija", te fokus mora biti stavljen na etička pitanja umesto na teološke rasprave.
El Faruki je verovao da metareligijski dijalog može poslužiti kao sredstvo za postizanje međusobnog razumevanja i poštovanja među različitim verskim zajednicama, pomažući premostiti jaz stvoren doktrinarnim razlikama. Njegov nglasak na etiku nad teologijom bio je namenjen olakšavanju konstruktivnijih i manje spornih međuverskih susreta.

### Holističko znanje
El Faruki je značajno doprineo razvoju koncepta holističkog znanja, izražavajući zabrinutost zbog sekularizacije znanja u muslimanskim društvima. Raspravljao je o "malaisu ummeta" i tvrdio da korišćenje zapadnih sekularnih alata i metoda dovodi do raskola s ekološkim i društvenim stvarnostima muslimanskih nacija, često zanemarujući kršenja islamske etike. Naglasio je važnost integracije islamskih principa s modernim znanjem kako bi se odgovorilo na savremene izazove i održala etička celovitost ummeta.
El Farukijevi kasniji intelektualni napori usmereni su na islamizaciju znanja. Nastojao je da uskladi islamske principe sa savremenim akademskim disciplinama, zagovarajući holističku integraciju vere i razuma. Njegov rad u ovom području kulminirao je osnivanjem IIIT-a, koji je imao za cilj razviti islamsku epistemologiju i metodologiju za različita oblasti proučavanj.
El Faruki je naglasio potrebu za integracijom islamskog znanja s modernim naukama. Verovao je u razvoj jedinstvenog islamskog kurikuluma koji bi uključivao savremene discipline zasnovane na islamskoj misli. Njegov pristup uključivao je sistemski proces identifikacije i eliminacije elemenata nespojivih s islamskim principima te integraciju islamskih vrednosti u različite akademske discipline.
Snažno se fokusirajući na reformu obrazovanja, El Faruki se zalagao za stvaranje sveobuhvatnih nastavnih planova i akademskih institucija koje kombinuju islamske i moderne nauke. Ovaj pristup imao je za cilj proizvesti naučnike sposobne za rešavanje savremenih izazova iz islamske perspektive. El Faruki je takođe naglašavao važnost razvoja nastavnog plana, praktičnih strategija za provedbu i holistički pristup reformisanju celog obrazovnog sistema.

### Pogledi na cionizam
El Faruki je bio glasni kritičar cionizma, smatrajući ga nespojivim s judaizmom zbog njegovog nacionalističkog ideologije. Tvrdio je da nepravde izazvane cionizmom zahtevaju njegovo demontiranje. Predložio je da bivši izraelski Židovi koji se odreknu cionizma mogu živeti kao "umetska zajednica" unutar muslimanskog sveta, pridržavajući se židovskog zakona kako ga tumače rabinski sudovi unutar islamskog okvira. Ovaj stav naglašavao je njegovu predanost viziji pravde ukorenjene u islamskim principima.

## Naučna postignuća
Godine 1980. El Faruki je suosnovao Međunarodni institut za islamsku misao (IIIT) s Tahaom Jabir Alalwanijem, Abdulom Hamidom AbuSulaymanom i Anwarom Ibrahimom.
El Faruki je pridonio islamskim studijama kroz svoje opsežne zapise i angažman u akademskim i međuvjerskim organizacijama. Autor je više od 100 članaka u naučnim časopisima i magazinima te 25 knjiga, uključujući Christian Ethics: A Historical and Systematic Analysis of Its Dominant Ideas (1968), Islam and the Problem of Israel (1980) i Al-Tawhid: Its Implications For Thought And Life (1982). Bio je uključen u osnivanje Grupe za islamske studije Američke akademije religije i služio je kao njen predsednik deset godina. Takođe je obnašao pozicije poput potpredsednika Međureligijskog mirovnog kolokvija i predsednika Američkog islamskog koledža u Čikagu.
El Faruki je predložio koncept tawhid (monoteizam) kao ujedinjujući princip u islamskoj misli, naglašavajući njegovu relevantnost u različitim aspektima života, uključujući etiku, politiku i obrazovanje. Njegova inicijativa "islamizacije znanja" imala je za cilj integraciju islamskih principa sa savremenim akademskim disciplinama, promovišući holističku integraciju vere i razuma. U IIIT-u, njegov rad uključivao je stvaranje okvira za islamsku epistemologiju, uključujući razvoj kurikuluma i istraživačkih metodologija temeljenih na islamskoj misli. Ova inicijativa imala je za cilj odgovoriti na izazove sekularizacije i angažovati se sa intelektualnom tradicijom islama.
Prema Ibrahimu Kalinu, El Farukijeva "islamizacija znanja" prvenstveno je usmerena na humanističke nauke, isključujući modernu naučnu spoznaju, što je dovelo do sociološkog fokusa u islamskom znanju i zanemarivanja sekularizirajućeg efekta moderne nauke.
El Faruki je takođe bio uključen u međuverski dijalog, promovišući međusobno razumevanje i saradnju među različitim verskim zajednicama. Njegovi napori imali su za cilj stvoriti globalno okruženje mira i poštovanja, naglašavajući zajedničke tačke između islama, hrišćanstva i judaizma.

## Savremena relevantnost
El Farukijeve ideje o islamizaciji znanja i dalje imaju uticaj na savremenu islamsku misao. Njegovo naglašavanje integracije islamskih principa sa savremenim akademskim disciplinama ostaje relevantno za naučnike i edukatore koji nastoje uskladiti veru i razum. Njegov rad često se citira na akademskim konferencijama i u publikacijama o islamskoj misli i obrazovanju.
El Farukijev doprinos međuverskom dijalogu takođe je široko prepoznat. Njegovi napori u promovisanju međusobnog razumevanja i saradnje među različitim verskim zajednicama zabeleženi su u nekoliko naučnih radova. Njegov pristup međuverskom dijalogu, koji je naglašavao zajedničke tačke između islama, hrišćanstva i judaizma, smatra se važnim doprinosom u stvaranju globalnog okruženja mira i poštovanja.
Njegov doprinos muslimanskoj zajednici u Montrealu i njegov uticaj na islamsko znanje prepoznati su posthumno.

## Smrt
U maju 1986. El Faruki i njegova supruga ubijeni su u njihovoj kući u Vinkote, Pemnisilvania, od strane Džozefa Luisa Janga, takođe poznatog kao Jusuf Ali. Jang je priznao zločin, osuđen je na smrt i umro je u zatvoru prirodnom smrću 1996. godine. Njihovua kćerka, Anmar al-Zein, je ostala teško ozlijeđena nakon napada, ali je preživjela nakon dugog medicinskog liječenja. Postoje različite teorije o motivima iza ubistava, uključujući neuspjeli pokušaj pljačke i politički motivisano ubistvo.

## Literatura
- Quraishi, M. Tariq (1986). Ismail al-Faruqi: An Enduring Legacy. MSA Publications.
- Shafiq, Muhammad (1994). Growth of Islamic Thought in North America: Focus on Isma'il Raji al Faruqi. Amana Publications. ISBN 0-915957-16-7.
- Yusuf, Imtiyaz (2012). Islam and Knowledge: Al Faruqi's Concept of Religion in Islamic Thought. London: I. B. Tauris.
- Fletcher, Charles (2014). Muslim-Christian Engagement in the Twentieth Century: The Principles of Inter-faith Dialogue and the Work of Ismail Al-Faruqi. United Kingdom: I.B. Tauris.

## Spoljašnje veze
- Ismail Faruqi Online Архивирано на веб-сајту  (6. фебруар 2010) Veb stranica o životu i delima dr. Ismail el Faruki